# Чернігівська броварня
Чернігівська броварня — підприємство харчової промисловості України, зайняте в галузі виробництва та реалізації пива. Розташоване в місті Чернігові. Безбалансова філія одного з найбільших виробників пива України ПрАТ «АБІНБЕВ ЕФЕС УКРАЇНА», що належить лідеру світового пивного ринку корпорації Anheuser-Busch InBev та найбільшій пивовареній компанії Туреччини Anadolu Efes.

## Історія
Чернігівський пивкомбінат «Десна» було збудовано 1976 року з використанням чеських технологій. Підприємство стало основним виробничим підрозділом Чернігівського виробничого об'єднання пиво-безалкогольної промисловості Держагропрому СРСР, продукція якого продавалася на теренах Чернігівщини та поставлялася до сусідніх Київської, Сумської, Брянської областей.
З початком процесу роздержавлення власності підприємство було спочатку орендоване, а згодом і приватизоване трудовим колективом. Від почтаку 1990-х років пивкомбінат розпочав співпрацю з бельгійською пивоварною корпорацією Interbrew, яка шляхом викупу акцій, зокрема під час додаткових емісій, поступово нарощувала свою частку власності у підприємстві. Уже 1996 року дочірня по відношенню до Interbrew нідерландська компанія Interbrew Holding B.V. сконцентрувала контрольний пакет акцій броварні.
2006 року було проведено реорганізацію компанії САН Інтербрю Україна (тодішня назва САН ІнБев Україна) у відкрите акціонерне товариство, на баланс якого були передані активи броварень, якими вона володіла (броварня «Десна», а також броварні «Рогань» та «Янтар»). У 2018 році було проведено злиття бізнесів бельгійської AB InBev та турецької Anadolu Efes на території України та Росії. На сьогодні броварня — безбалансова філія ПРАТ «АБІНБЕВ ЕФЕС УКРАЇНА».

## Асортимент продукції
Нині пивкомбінатом «Десна» випускається 8 сортів пива під торговельною маркою «Чернігівське»:

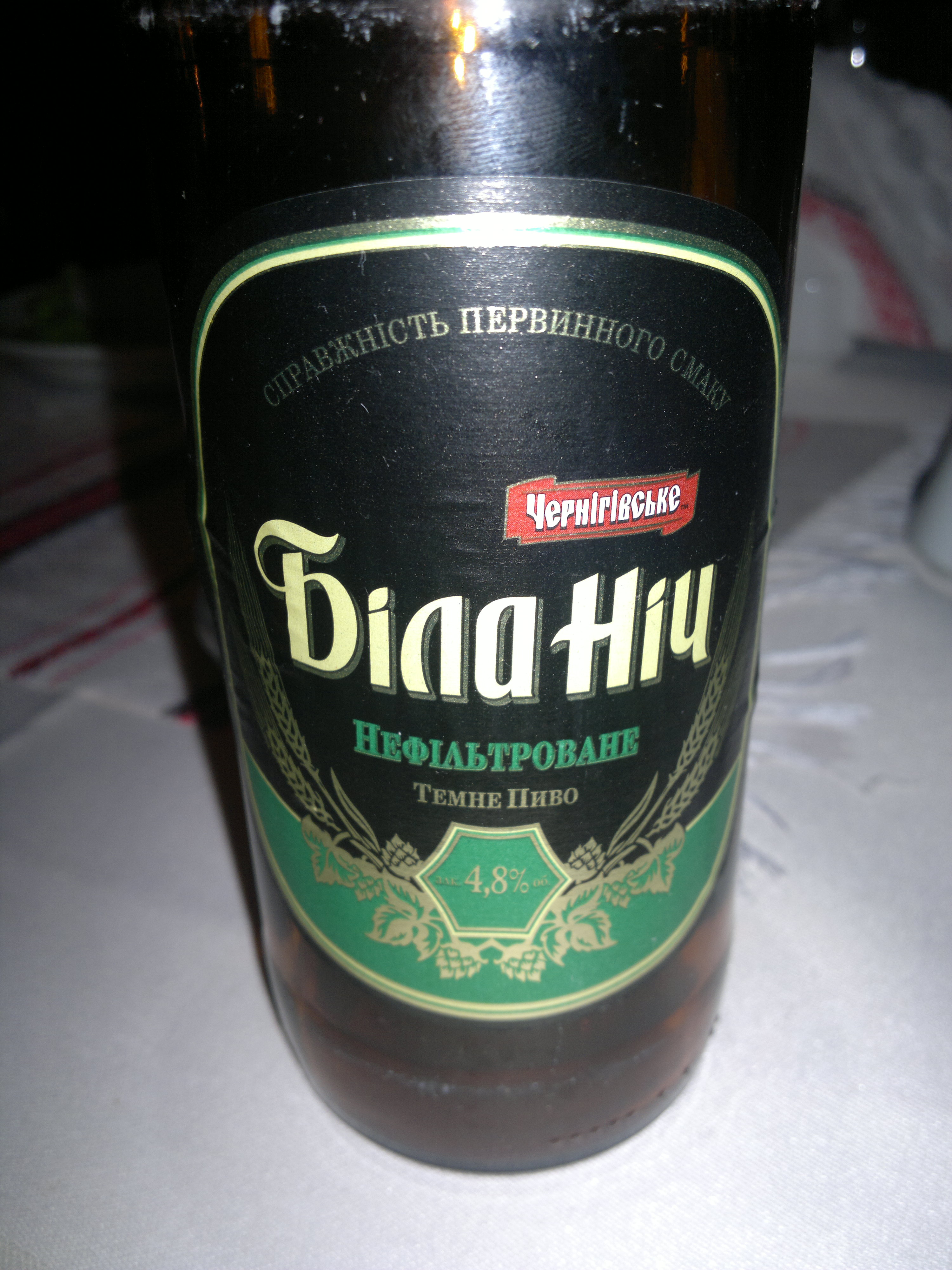
Чернігівське Бiла Нiч

- «Чернігівське Світле» — Щільність 11 %. Алк.об. не менше 4,6 %. Тара: пляшки 0.5л, 1л, 1.2л, 1.5л та 2л; банки 0,5л; кеги 30 л та 50л.
- «Чернігівське Міцне» — Щільність 17 %. Алк.об. не менше 7,3 %. Тара: пляшки 0.5л, 1л та 2л; банки 0,5л.
- «Чернігівське Максимум» — Щільність 15,6 %. Алк.об. не менше 8,0 %. Тара: пляшки 0.5л, 1л та 2л; кеги 30 л та 50л.
- «Чернігівське Біле» — Щільність 12 %. Алк.об. не менше 4,8 %. Тара: пляшки 0.5л, 1л та 1.2л; банки 0,5л; кеги 20 л, 30 л та 50л.
- «Чернігівське Біла Ніч» — Щільність 12,5 %. Алк.об. не менше 4,8 %. Тара: пляшки 0.5л; кеги 30 л.
- «Чернігівське Біле Radler Грейпфрут-Апельсин» — Щільність 9,3 %. Алк.об. не менше 2,5 %. Тара: пляшки 0.5л.
- «Чернігівське 0,0 Безалкогольне» — Щільність 5,4 %. Алк.об. не більше 0.05 %. Тара: пляшки 0.5л; банки 0,5л.
- «Чернігівське Lager» — Алк.об. не менше 5,4 %. Тара: пляшки 0.5л.

У серпні 2008 року на пивкомбінаті «Десна» розпочали випуск пива під торговельною маркою «Старий Чернігів», що позиціонується як локальний бренд, дистрибуція якого обмежена територією Чернігівської області:
- «Старий Чернігів» — Щільність 11 %. Алк.об. не менше 4,6 %. Тара: пляшки 0.5л.

Крім цього, на виробничих потужностях пивкомбінату розливається пиво торговельних марок «Янтар», «Рогань», «Stella Artois», «Staropramen», «Beck's».

## Галерея

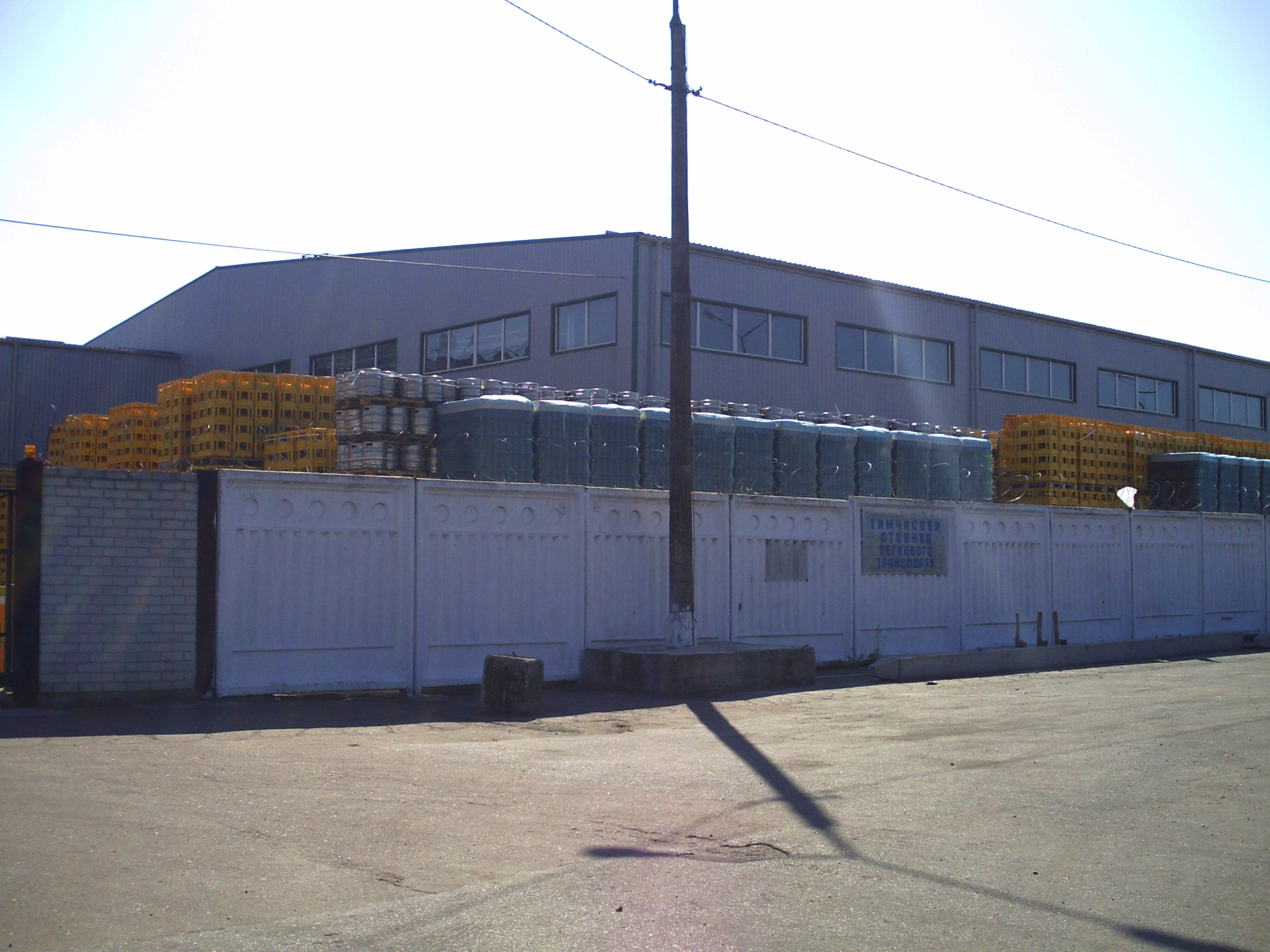
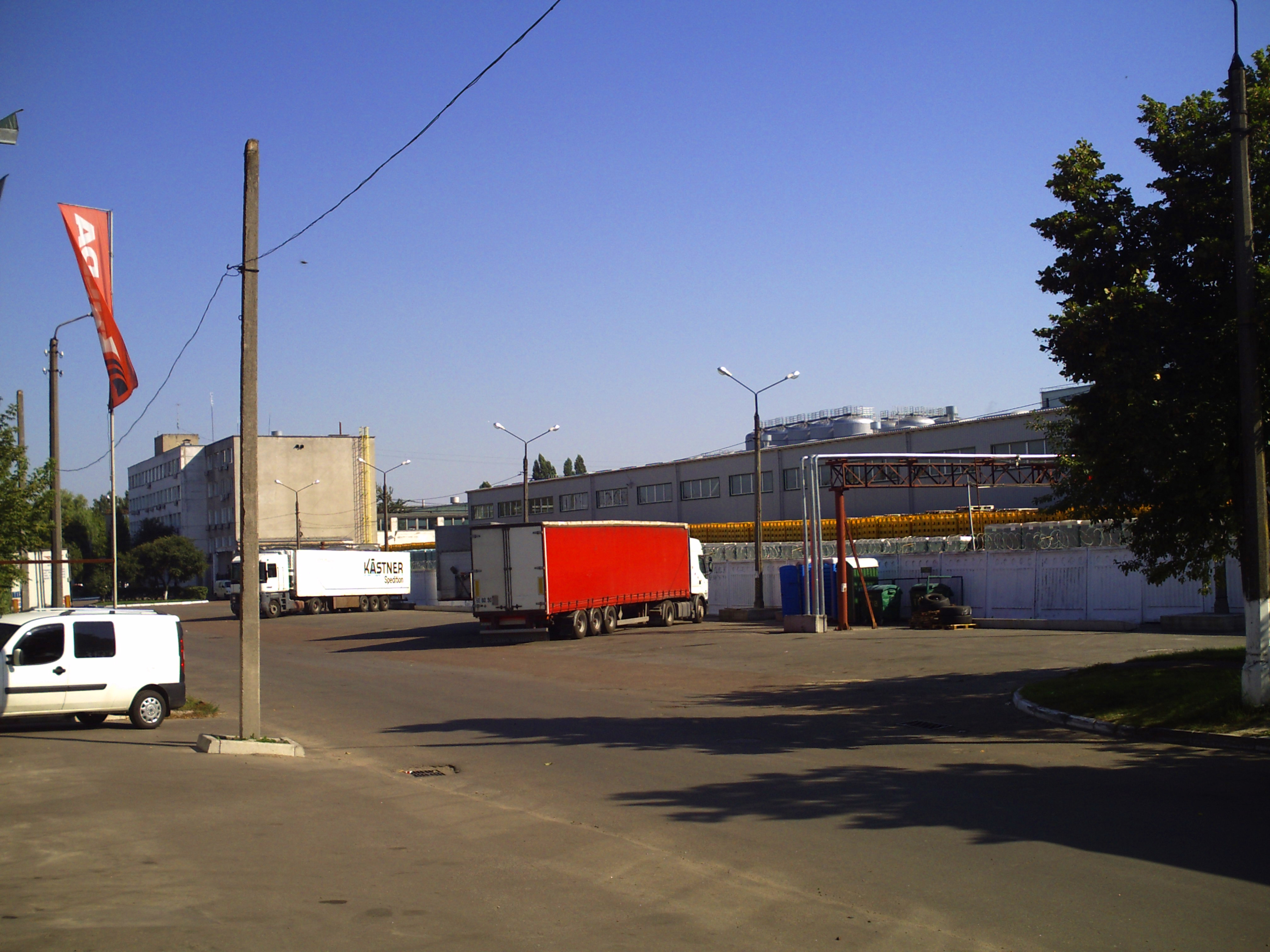
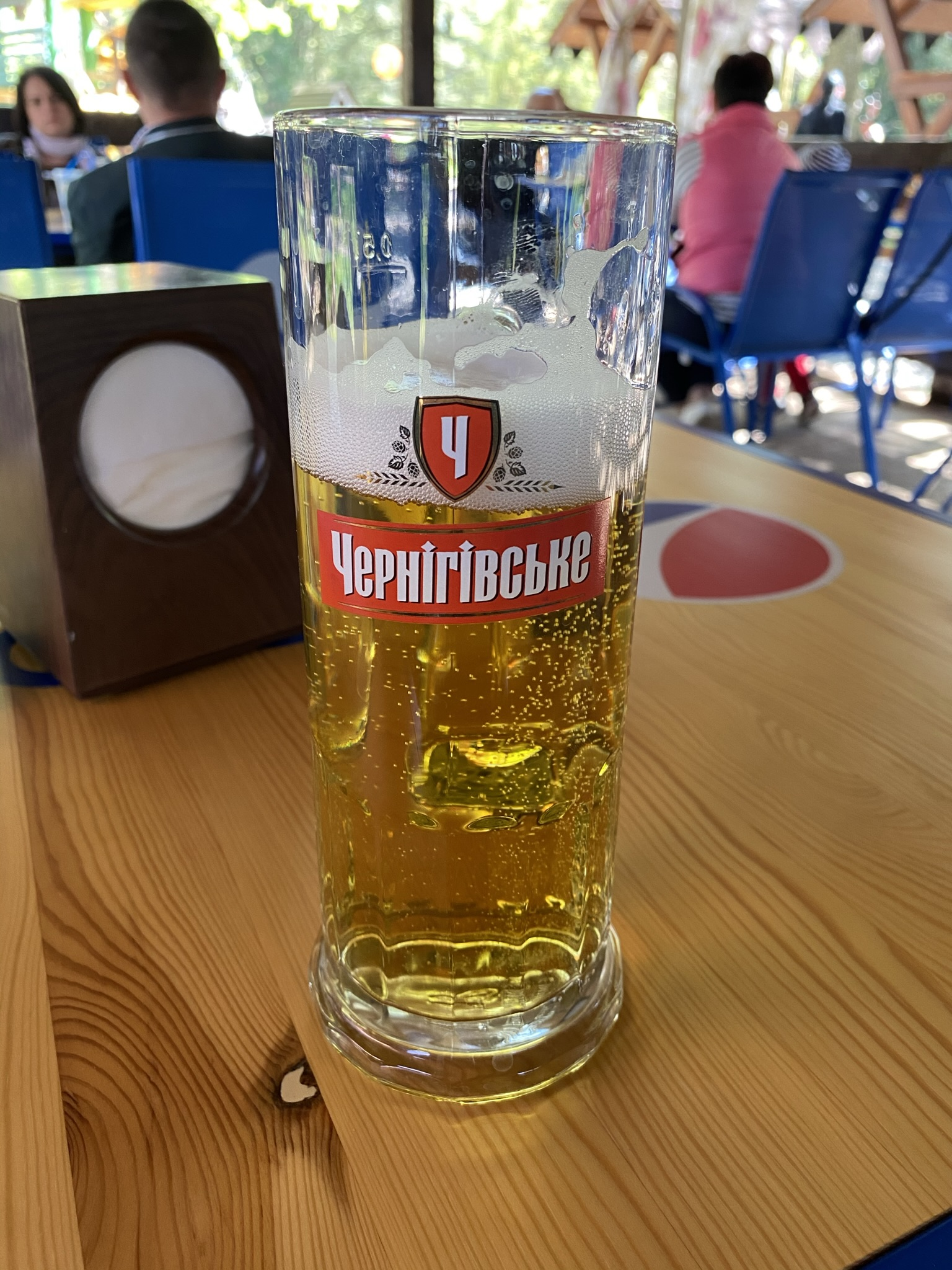
Чернігівське пиво в ресторані в Івано-Франківську